# Al-Hàkim II
Abu-l-Abbàs Àhmad al-Hàkim bi-amr Al·lah —àrab: أبو العباس أحمد الحاكم بأمر الله, Abū l-ʿAbbās Aḥmad al-Ḥākim bi-amr Allāh—, més conegut pel seu làqab com a al-Hàkim II (?-1352), fou califa abbàssida del Caire (1342-1352), sota la tutela dels mamelucs d'Egipte.